# Curaçaose slavenopstand van 1795
De Curaçaose slavenopstand van 1795 was een van de belangrijkste georganiseerde verzetsactiviteiten op de Antillen. De massale opstand, die een maand duurde maar uiteindelijk strandde, stond onder leiding van Tula. Zijn belangrijkste medestrijders waren Carpata, Mercier en Wacao. Alle verzetsleiders werden ter dood veroordeeld. Op Curaçao staat 17 augustus, de eerste dag van de opstand, sinds 1985 bekend als 'Dag van de Vrijheidsstrijd'.

## Begin van de opstand en voorbereiding

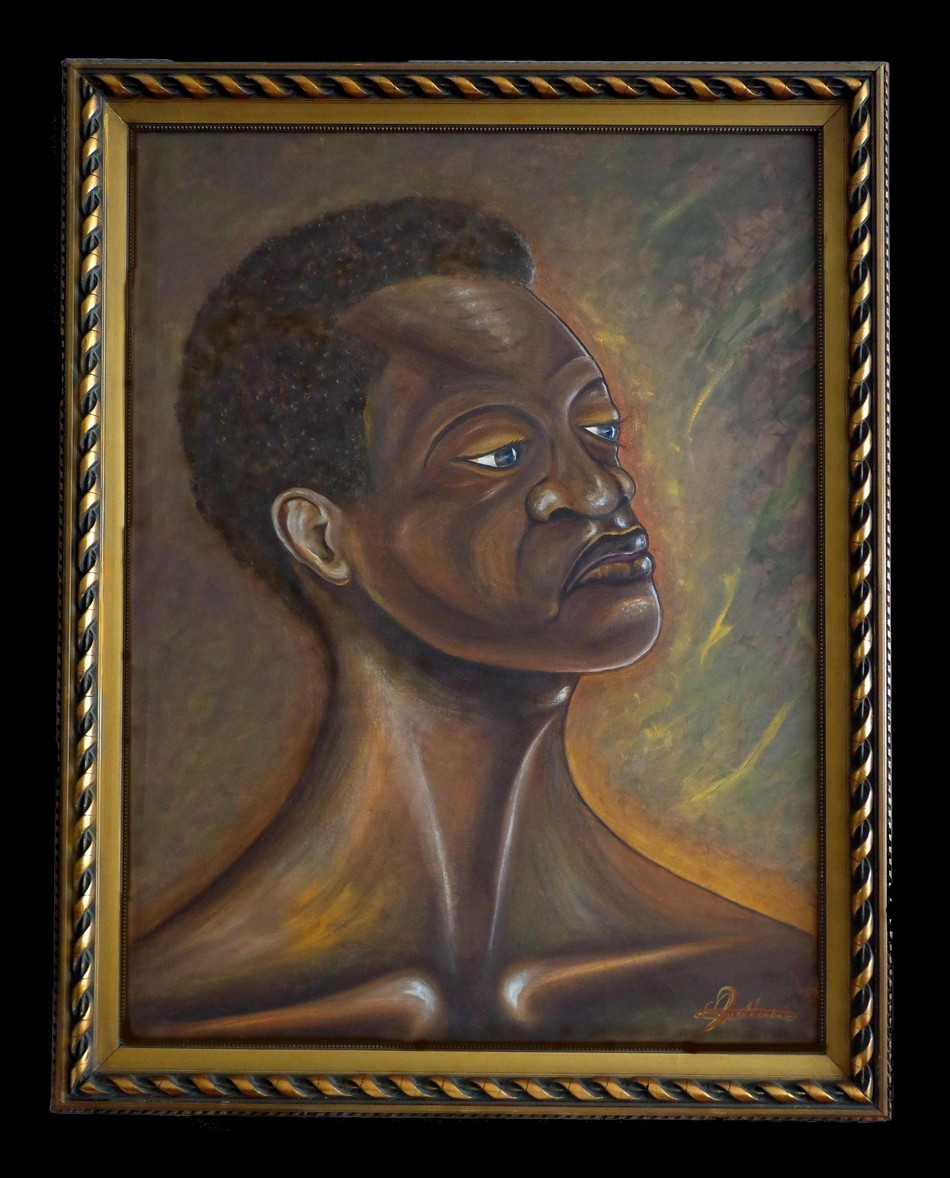
Moderne artistieke impressie van Tula

De opstand begon vroeg in de ochtend van 17 augustus 1795 op plantage Knip (Kenepa) van Casper Lodewijk van Uytrecht op Bandabou. Veertig tot vijftig slaven kwamen samen op het plein voor het plantagehuis en vertelden hun eigenaar dat ze niet meer voor hem wilden werken. Hij zei ze hun klachten neer te leggen bij de luitenant-gouverneur op Fort Amsterdam.
Tula had samen met anderen de opstand al enige weken voorbereid. De in opstand gekomen slaven bevrijdden 22 anderen die gestraft en opgesloten waren in Lagún. Daarna gingen ze naar de suikerplantage Santa Cruz, waar Tula's mederevolutionair 'Bastiaan' Carpata hem met andere in opstand gekomen slaven opwachtte. Hier gaven Jan en Miguel Boelbaai de ontsnapte slaven rum gemengd met bepoederde geitenhoorn te drinken. Deze drank werd awa di huramentu genoemd, gezworen water.
In de tussentijd had Van Uytrecht zijn zoon te paard met een handgeschreven briefje naar gouverneur De Veer in Willemstad gestuurd. Om zeven uur 's avonds hield de koloniale raad een spoedbespreking. Ze besloot om naast het reguliere garnizoen alle vrije zwarte en mulatten-kapiteins op te roepen. Zij moesten de hele nacht rondom Willemstad patrouilleren. Bovendien moesten ze direct rapporteren hoeveel man zo nodig naar Bandabou konden vertrekken. Commandant Wierts van het marineschip 'Medea', dat in de haven aangemeerd lag, werd gevraagd om Fort Amsterdam te verdedigen. Commandant Kikkert van het marineschip 'Ceres' was zo nodig paraat met mariniers, munitie en andere voorraden.

## Tocht naar Porto Mari
Op 18 augustus trokken de slaven in de richting van Porto Mari. Tula's vriendin Sablika liep aan zijn zijde mee in de strijd. Onderweg passeerden ze de plantages San Nicholas, Santa Martha en San Juan. Hun strategie was om naar Willemstad te trekken, uit te kijken naar schuilplaatsen en versterkingen vanuit de stad tegen te houden. De plantage-eigenaars hadden hun huizen verlaten en vluchtten naar de stad, voedsel en water achterlatend in handen van de slaven. Zij namen onder meer voorraden maishi chiki (Antilliaanse sorghum) in beslag die in de magasina's van de plantagehuizen bewaard werd.
Tula stuurde een van zijn volgelingen, de Franse slaaf Louis Mercier, terug naar Knip om de andere slaven te bevrijden. Mercier viel Santa Cruz aan en nam commandant Van der Grijp en tien van zijn mulatten gevangen. Mercier viel ook Knip aan en slaagde erin om nog meer slaven te bevrijden en meer wapens buit te maken. Nadat hij zijn doel bereikt had, vond hij zijn weg terug naar Tula door het spoor van ravage te volgen dat Tula had achtergelaten bij zijn aanvallen op andere plantages.
Bij Fontein doodde Louis Mercier de schoolmeester Sabel uit medelijden omdat Pedro Wacao hem achter een paard had gebonden. Sabel werd het eerste blanke slachtoffer van de rebellen. Mercier maakte wapens en een kanon buit op plantage Fontein en trof voorbereidingen om de heuvel Seroe Fontein dicht bij het landhuis Fontein te bezetten, vanwaar ze de weg van Willemstad naar Bandabou konden controleren. Vanaf dat moment konden Tula en zijn kameraden rekenen op de hulp van de meerderheid van de slaven en vrije zwarten op Bandabou. Mensen op Bandabou die niet aan de opstand mee wilden doen, werden door het leger overgehaald zich te melden, dat bij San Juan gelegerd was. Zij kregen daar een laissez passer en konden ongehinderd naar Willemstad doorreizen.
Volgens de statistieken had Bandabou tussen de 4000 en 5000 inwoners in 1795, voornamelijk slaven. Hoewel de gronden plantages werden genoemd, groeiden er geen gewassen zoals suiker en tabak, de gebruikelijke gewassen op de andere Caraïbische eilanden. Vanwege de droogte konden hier alleen voedingsmiddelen zoals maishi chiki (Turkse tarwe), yams en vruchtbomen zoals mango, limoen, en sinaasappel worden geteeld. Daarnaast werd kleinvee en rundvee gehouden voor de zuivel, het vlees en de huiden. Het grootste aantal slaven bij één eigenaar was vierhonderd. Zulke grote slavenpopulaties waren nodig om het zout uit de zoutpannen te vergaren en de andere werkzaamheden op de plantage te verrichten.

## In Willemstad

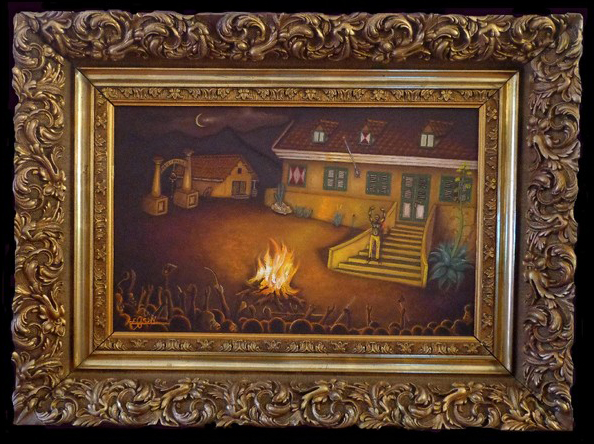
Moderne artistieke impressie van de overwinning van de slaven in Portomari

In de stad had intussen de koloniale raad besloten om de Rodeweg (van Willemstad naar Bandabou) te bewaken met een groep van tachtig vrije zwarten en acht blanke mariniers om de stad te beschermen tegen aanvallen van de rebellen. Verder besloot ze een kleine macht bestaande uit twaalf militairen en dertig vrije zwarten onder commando van luitenant R.G. Plegher (Pleeger) naar Bandabou te sturen. Deze groep ging per boot van Willemstad naar Sint Michielsbaai en van daar te voet naar Portomari, waar Tula en zijn volgelingen hun kamp hadden opgeslagen. Ze onderschatten de aanvalskracht van de rebellen, maar ze wilden ook in de stad voldoende verdedigers houden. In die turbulente dagen doorkruisten veel vijandige schepen de Caraïbische Zee, en ook piraten waren actief.
Op 19 augustus leed de luitenant een nederlaag op de plantage Oud St. Marie, waarbij de rebellen in het bezit van tachtig extra geweren kwamen. Hun aantal was inmiddels tot twaalfhonderd gegroeid. Plantage-eigenaars hadden een leger van vrijwilligers te paard geformeerd. De rebellerende slaven werden nu beschouwd als een bedreiging voor de dominante blanke gemeenschap.
De koloniale raad stuurde een groter leger (met 93 militairen, 62 mariniers en 45 bereden burgers) onder commando van garnizoenskapitein Baron van Westerholt tot de Leemcule naar Bandabou. Commandant Kikkert voorzag het leger vanaf het marineschip 'Ceres' van munitie en liet getrainde mariniers meevechten. Ook stond een burgermilitie te paard onder zijn commando. Van Westerholt had orders om de rebellen clementie aan te bieden om levens te redden. Met deze groep ging ook Jacobus Schink mee, een pater van de franciscaner orde.

## Overleg
Schink sprak met Tula en probeerde tot overeenstemming te komen en een oorlog te voorkomen. Tula zei hem: "Zij hebben ons erg slecht behandeld. Wij willen niemand kwaad doen maar wij willen vrijheid. Is niet iedereen op aarde een afstammeling van Adam en Eva? Deed ik er fout aan om 22 broeders uit de gevangenis te bevrijden, waar ze ten onrechte in zaten? Ai, vader, zelfs een dier krijgt een betere behandeling." Hierbij moet worden bedacht dat de protestantse Hollanders hun godsdienst beschouwden als exclusief voor blanken. Ze doopten nooit slaven, in tegenstelling tot de katholieken. Rooms-katholieke priesters waren al vanaf de Spaanse tijd actief op Curaçao, en preekten met name onder de bevolking van het platteland, hoewel ook in Willemstad Roomse geestelijken werkten.
Tula was zich ervan bewust dat de Franse slaven op Haïti de vrijheid hadden gekregen en beredeneerde dat Nederland in Franse handen was, zodat slaven op Curaçao dan ook de vrijheid verdienden. Hij nam geen enkel aanbod aan. Schink keerde terug naar Baron van Westerholts kamp en lichtte hem in over de voorwaarden van Tula. Van Westerholt haalde meer versterking en besloot aan te vallen. Hij gaf orders om te schieten op elke gewapende slaaf. Negen slaven werden gedood, velen gewond en twaalf gevangengenomen. Ook werden twee burgers bevrijd. De rest ontsnapte.

## Gevangenneming
Tula en zijn kameraden gaven de strijd nog niet op. De slaven, onder leiding van Carpata, vergiftigden het drinkwater van hun vijanden en veroverden hun voedsel totdat Tula en Carpata op 19 september 1795 werden gevangen door het verraad van een slaaf genaamd Caspar Lodewijk. Vanuit het bestuur was een buitengewoon aanlokkelijke beloning in het vooruitzicht gesteld voor diegene, die een of meer van de leiders van de opstandelingen wist te overmeesteren en kon overdragen aan de militie. Voor vrijen was dat een zeer aanzienlijk bedrag en voor slaven was er sprake van manumissie (vrijlating) en een kleinere som baar geld. Louis Mercier was al gevangengenomen in de buurt van Landhuis De Knip. Op dat moment was de opstand voorbij. Lang niet alle deelnemers werden gevangengenomen en berecht. De leiders ontkwamen echter niet aan gevangenschap, verhoren en het proces wat daarop volgde.

## Terechtstellingen

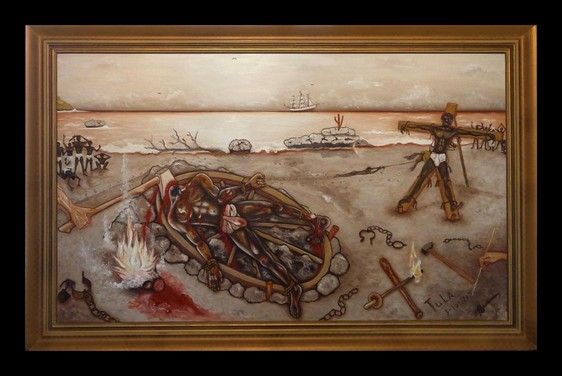
Modern sfeerbeeld van de executie van Tula

Op 3 oktober 1795 werden Tula, Bastiaan Carpata en Pedro Wacao publiekelijk ter dood gebracht. Tula werd als eerste terechtgesteld. Volgens het vonnis werden met een ijzeren staaf alle botten in zijn lichaam gebroken te beginnen bij de voeten (radbraken). Daarna werd zijn gezicht verbrand ('in het aangezicht geblakerd') en uiteindelijk werd hij onthoofd. Bastiaan Carpata moest eerst - op een kruis gebonden - toekijken hoe Tula op deze wijze aan zijn einde kwam om uiteindelijk hetzelfde lot te ondergaan. Pedro Wacao werd eerst met touw om de benen rond het schavot gesleept, waarna zijn handen werden afgehakt en het hoofd met een moker werd verbrijzeld. De lichamen werden verzwaard in zee gegooid. Nog eens 29 andere slaven werden opgehangen. Dit alles gebeurde bij het galgenveld te Rif (gelegen tussen Koredo en het huidige Holiday Beach Hotel).
Deze terechtstellingen waren in de koloniale tijd niet uitzonderlijk. Ook soldaten die zich hadden misdragen konden rekenen op strenge straffen, evenals andere mensen die een moord pleegden, hoewel clementie en omzetting in een lagere straf dan wel voorkwam. Desalniettemin is de schaal waarop de terechtstellingen plaatsvond wel uitzonderlijk geweest. Voor Tula, Carpata en Wacao was geen enkele clementie vanwege de voorbeeldfunctie die zij moesten vervullen voor de overige "Inwoonderen van Curassao en Onderhoorige Plaatsen van Dien".

## Nasleep
Om meer opstanden te voorkomen zorgden de Bataafse autoriteiten ervoor dat de plantage-eigenaren hun personeel beter gingen behandelen. Er kwamen nieuwe voorschriften voor de behandeling van de slaven, die beter werden nageleefd door de planters. Dit betrof zowel voeding, kleding als werktijden, waaronder de zondagsrust. Anderzijds deden de Nederlanders er alles aan om de herinnering aan Tula te doen vervagen, dan wel deze in een negatief daglicht te stellen. De negatieve beeldvorming heeft tot ver in de 20e eeuw doorgewerkt.

## Herdenkingen

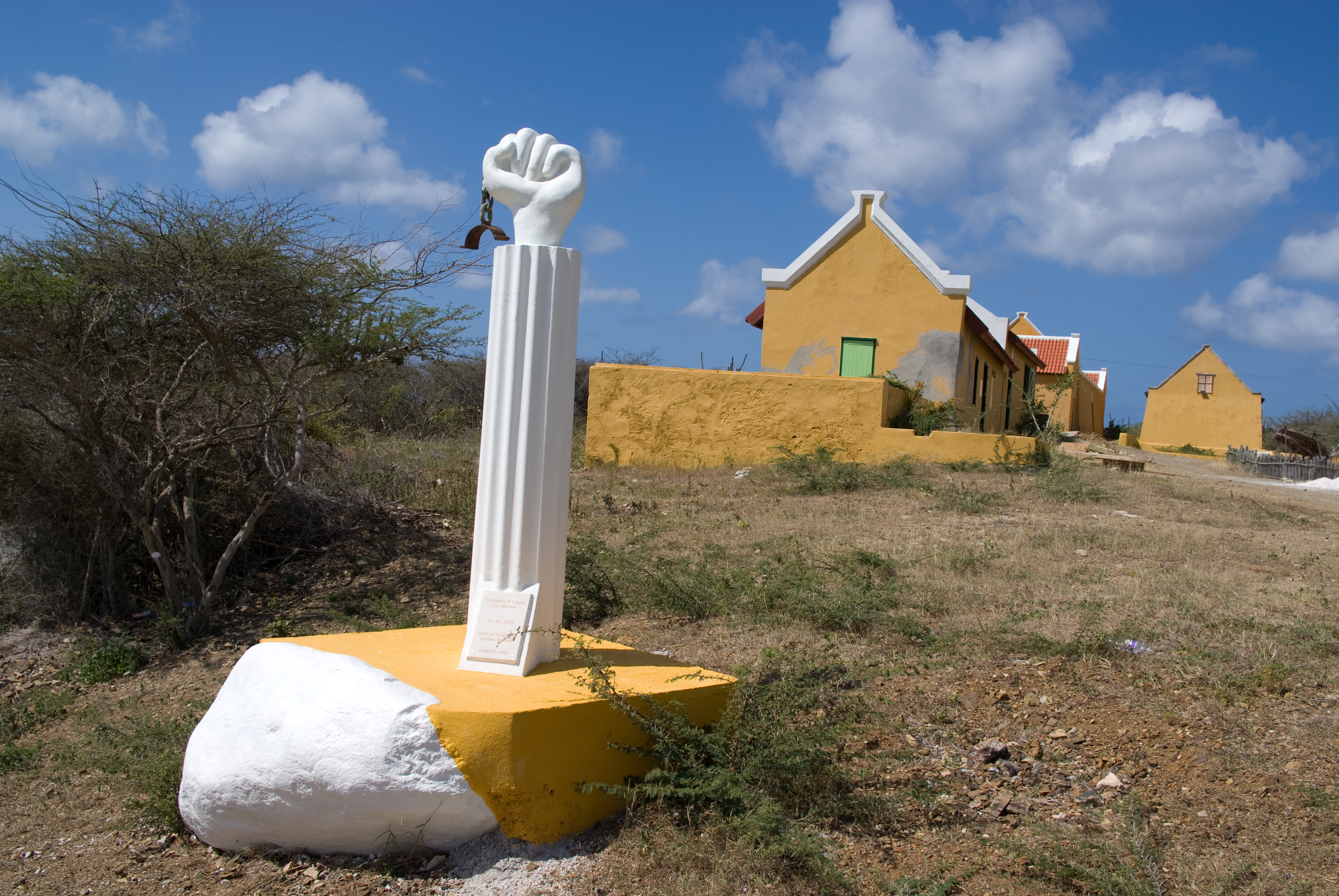
Monument ter nagedachtenis aan de start van de opstand bij landhuis Kenepa

Op Curaçao wordt de opstand van 17 augustus 1795 herdacht als de start van een lange en moeilijke weg naar emancipatie van het Afro-Caribische deel van de bevolking. De vrijheidsstrijd wordt op verschillende manieren herdacht, waarbij de persoon Tula, nu volledig gerehabiliteerd, een belangrijk symbool vormt. Het landhuis Kenepa, waar de opstand begon, herbergde van 2007 tot 2021 het Tulamuseum. Langs de route die de opstandelingen op het eiland hebben afgelegd staan een zevental monumenten. Op Curaçao wordt 17 augustus gevierd als 'Dag van de Vrijheidsstrijd'. In het huidige Nederland vinden in toenemende mate herdenkingen plaats op deze datum.